# Nakajima E8N
O Nakajima E8N foi um hidroavião de reconhecimento aéreo lançado, a partir de um sistema de catapultas, de navios de guerra Japoneses durante a Segunda Guerra Sino-Japonesa e da Segunda Guerra Mundial. Era um biplano biposto com um motor, assim como flutuadores. Durante a Guerra do Pacífico era reportado pelos aliados como "Dave".

## Especificações (E8N2)
Dados de: www.combinedfleet.com
Descrições gerais
- Tripulação: 2 Piloto e observador
- Comprimento: 8,81 m (29 ft)
- Envergadura: 10,98 m (36 ft)
- Altura: 3,84 m (13 ft)
- Área alar: 26,5 m² (285 ft²)
- Peso vazio: 1 320 kg (2 910 lb)
- Peso de decolagem: 1 900 kg (4 190 lb)

Motorização
- Número de motores: 1x
- Tipo do motor: Motor radial a pistão de 9 cilindros
- Fabricante/modelo: Nakajima Kotobuki 2 KAI 2
- Potência por motor: 630 hp (470 kW)

Performance
- Velocidade máxima: 301 km/h (187 mph)
- Velocidade de cruzeiro (Mach): 186 Ma
- Velocidade total em Nó: 162 kn (300 km/h)
- Alcance: 904 km (562 mi)
- Tecto de serviço: 7 270 m (23 900 ft)
- Carga alar: 71.7 kg/m²

Armamentos
- Metralhadoras/canhões: 2 x metralhadoras de calibre 7,7 mm (0,303 in)
- Bombas: 2 x bombas de 30 kg (66,1 lb)